# 山内平
山内 平（やまうち たいら、8月13日 - ）は、日本の男性声優。東京都出身。81プロデュース所属。

## 略歴
2021年10月1日付で81プロデュースに所属。

## 人物
趣味・特技はヴォーカル、ギター、ピアノ、声楽、作曲。

## 出演

### テレビアニメ
- メガトン級ムサシ（2023年、オペレーター[4]）
- MIX MEISEI STORY 2ND SEASON 〜二度目の夏、空の向こうへ〜（2023年、部員B[5]）
- BEYBLADE X（2024年、観客[6]）
- ゆるキャン△ SEASON3（2024年、ゲート管理人[7]）
- 夜のクラゲは泳げない（2024年、大衆の声[8]）
- ダンダダン（2025年、巡査[5]）

### ゲーム
- この素晴らしい世界に祝福を!〜希望の迷宮と集いし冒険者たち〜Plus（2020年、ゴブリンキング）
- ファイナルファンタジーVII リバース（2024年）

### オーディオブック
- 負けヒロインが多すぎる!（2023年 - 2024年、袴田草介＋桜井弘人ほか[9][10]）

### 吹き替え
- アイリッシュ・ウィッシュ